# Cardigan (canción)
«Cardigan» (estilizado en minúsculas) es una canción escrita e interpretada por la cantautora estadounidense Taylor Swift. Fue lanzada el 27 de julio de 2020 a través de Republic Records, y es su sencillo principal de su octavo álbum de estudio, Folklore (2020). Escrita por Swift y su productor Aaron Dessner, «Cardigan» es una balada de folk, soft rock e indie rock, con un arreglo sencillo de piano, batería y violines.
La letra de la canción habla de un romance perdido por una traición, desde la perspectiva de una narradora llamada Betty, que completa el triángulo amoroso que se crea en Folklore con los personajes ficticios de las canciones «Betty» (James) y «August» (personaje sin nombre). Junto con el lanzamiento del álbum, se lanzó un video musical que acompaña a la canción; escrito, dirigido y diseñado por Swift. Se ha descrito que el video sigue una estética cottagecore, presentando a Swift en tres escenarios diferentes: una «cabaña acogedora» en el bosque, un bosque cubierto de musgo y un mar oscuro y tormentoso, que representa el concepto de las diferentes fases de las relaciones. «Cardigan» fue elogiada por los críticos musicales por su composición poética y su sonido relajado. Recibió nominaciones a Canción del año y Mejor interpretación vocal pop femenina en la 63.ª edición de los premios Grammy. También se lanzó una versión acústica de la canción, denominada «Cabin in Candlelight».
Comercialmente, «Cardigan» debutó en la cima de la lista mundial de canciones de Spotify con más de 7.742 millones de reproducciones, que fue, en ese momento, el día de estreno más importante de una canción en la plataforma en 2020. Con el debut de la canción también en el puesto número uno del Billboard Hot 100, Swift obtuvo el sexto sencillo número uno de su carrera en Estados Unidos. Junto con el debut de Folklore en la cima del Billboard 200 la misma semana, se convirtió en la primera artista en debutar simultáneamente en la cima del Hot 100 y el Billboard 200. «Cardigan» encabezó aún más las listas de Hot Alternative Songs, Hot Rock & Alternative Songs, Streaming Songs y Digital Song Sales, convirtiendo a Swift en la primera cantante en la historia en obtener veinte primeros puestos en este último. Alcanzó el número uno en Australia; los diez primeros en Canadá, Irlanda, Malasia, Nueva Zelanda, Singapur y el Reino Unido; y los 20 primeros en Dinamarca, Estonia, Lituania y Escocia.

## Desarrollo y composición
«Cardigan» fue escrita por Taylor Swift y Aaron Dessner, y producida por Dessner. La canción es una melancólica, de combustión lenta, folk soft rock e indie rock impulsada por un arreglo sencillo de un piano tierno y una muestra de tambores, sobre una atmósfera de mal humor. Está escrito en clave de mi E♭ mayor y tiene un tempo moderadamente rápido de 130 latidos por minuto. El rango vocal de Swift en la canción abarca desde E♭3 hasta A♭4. La letra muestra confianza, pero también es «un poco amargada». Swift les dijo a sus fanes que «Cardigan» trata sobre «un romance perdido y por qué el amor joven a menudo queda grabado de forma tan permanente en nuestros recuerdos». Es una de las tres pistas del álbum que representan el mismo triángulo amoroso desde tres perspectivas diferentes en diferentes momentos de sus vidas, siendo las otras dos «Betty» y «August».
En la canción, Swift canta desde la perspectiva de un personaje ficticio llamado Betty, quien recuerda la separación y el optimismo duradero de una relación con alguien llamado James. Mientras promocionaba la versión de edición limitada del sencillo, Swift les dijo a los fanáticos que envió la nota de voz original de la composición a Aaron Dessner el 27 de abril de 2020, después de escuchar las pistas instrumentales que él creó. Dessner dijo que «Cardigan» fue la primera canción escrita en su colaboración, y fue la primera canción escrita del álbum en total. Dessner dijo que Swift escribió la letra de su pista instrumental en aproximadamente cinco horas. Roisin O'Connor de The Independent comparó la canción con «Call It What You Want» del sexto álbum de estudio de Swift, Reputation (2017), mientras que Bobby Olivier de Spin lo comparó con «Wildest Dreams» de su quinto álbum de estudio, 1989 (2014).

## Video musical
El video musical de la canción fue lanzado junto a la canción el 24 de julio de 2020 y al final del mismo puede leerse una dedicatoria para aquellos afectados y trabajadores de primera línea durante la pandemia del COVID-19. Personalidades como Alfonso Ferrer y Flor Castillo presenciaron el vivo cuando el mismo fue lanzado por el canal oficial de la artista en YouTube.

## Premios y nominaciones
| Año  | Evento                   | Premio                                 | Resultado | Ref.   |
| ---- | ------------------------ | -------------------------------------- | --------- | ------ |
| 2020 | American Music Awards    | Video Musical Favorito                 | Ganador   | [ 19 ] |
| 2020 | MTV Video Music Awards   | Canción del verano                     | Nominado  | [ 20 ] |
| 2020 | TodaTeen Awards          | Hit Internacional                      | Nominado  | [ 21 ] |
| 2021 | Grammy Awards            | Canción del Año                        | Nominado  | [ 22 ] |
| 2021 | Grammy Awards            | Mejor Interpretación Vocal Pop Solista | Nominado  | [ 22 ] |
| 2021 | iHeartRadio Music Awards | Mejor Letra                            | Nominado  | [ 23 ] |
| 2021 | Kids' Choice Awards      | Canción Favorita                       | Nominado  | [ 24 ] |

## Posicionamiento en listas
| Listas (2020)                                    | Mejor posición |
| ------------------------------------------------ | -------------- |
| Alemania (Offizielle Top 100)                    | 67             |
| Australia (ARIA)                                 | 1              |
| Austria (Ö3 Austria)                             | 46             |
| Bélgica (Ultratip Bubbling Under Flandes)        | 2              |
| Bélgica (Ultratip Bubbling Under Valonia)        | 21             |
| Brasil (Top Brasil Streaming)                    | 42             |
| Canadá (Billboard Canadian Hot 100)              | 3              |
| Dinamarca (Hitlisten)                            | 19             |
| Escocia (Official Charts Company)                | 16             |
| Eslovaquia (ČNS IFPI)                            | 45             |
| España (PROMUSICAE)                              | 66             |
| Estados Unidos (Billboard Hot 100)               | 1              |
| Estados Unidos (Billboard Hot Alternative Songs) | 1              |
| Estados Unidos (Rolling Stone Top 100)           | 1              |
| Francia (SNEP)                                   | 138            |
| Irlanda (IRMA)                                   | 4              |
| Japón (Billboard Japan Hot 100)                  | 94             |
| Lituania (AGATA)                                 | 17             |
| Malasia (RIM)                                    | 2              |
| México (Billboard Mexico Ingles Airplay)         | 13             |
| (Billboard Global 200)                           | 77             |
| (Billboard Global 200 Excl. US)                  | 106            |
| Noruega (VG-lista)                               | 27             |
| Nueva Zelanda (RMNZ)                             | 2              |
| Países Bajos (MegaCharts)                        | 57             |
| Portugal (AFP)                                   | 21             |
| Reino Unido (Official Charts Company)            | 6              |
| República Checa (ČNS IFPI)                       | 29             |
| Singapur (RIAS)                                  | 2              |
| Suecia (Sverigetopplistan)                       | 31             |
| Suiza (Schweizer Hitparade)                      | 56             |

## Historial de lanzamiento
| Región         | Fecha               | Formato                                 | Versión              | Discográfica          | Ref.          |
| -------------- | ------------------- | --------------------------------------- | -------------------- | --------------------- | ------------- |
| Varios         | 24 de julio de 2020 | Descarga digital, streaming             | Original             | Republic Records      | [ 56 ]        |
| Varios         | 27 de julio de 2020 | Sencillo en CD, vinilo                  | Original             | Republic Records      | [ 57 ]        |
| Italia         | 27 de julio de 2020 | Contemporary hit radio                  | Original             | Universal Music Group | [ 58 ]        |
| Estados Unidos | 27 de julio de 2020 | Hot adult contemporary                  | Original             | Republic              | [ 59 ]        |
| Estados Unidos | 28 de julio de 2020 | Contemporary hit radio                  | Original             | Republic              | [ 60 ]        |
| Varios         | 30 e julio de 2020  | CD, descarga digital, streaming, vinilo | Cabin In Candlelight | Republic              | [ 61 ] [ 62 ] |